# Windisch-Graetz

Stammwappen derer von Windisch-Graetz

Windisch-Graetz (auch Windisch-Grätz) ist der Name eines ehemals hochadeligen österreichischen Adelsgeschlechts, das urkundlich erstmals um 1220 erwähnt wurde. Seine Stammburg lag in Windischgrätz, dem heutigen Slovenj Gradec in Slowenien. Die einst deutschsprachige Stadt Windischgrätz (oder Windischgraz) lag, umgeben von slowenischsprachigen Dörfern, in der zum Herzogtum Steiermark gehörenden Untersteiermark.
1551 erfolgte die Erhebung in den Reichsfreiherrenstand, 1682 in den Reichsgrafenstand und 1804 in den Reichsfürstenstand. 1822 folgte eine Bestätigung des Fürstentitels für Österreich, wobei zwei Brüder jeweils eine eigene Linie begründeten. Seit 1574 hatte die Familie das Inkolat in Böhmen, wo sie diversen Grundbesitz erwarb. 1781 kaufte die Familie schließlich ihren nachmaligen Hauptsitz, die westböhmische Herrschaft Tachov (Tachau). Zur Begründung eines reichsunmittelbaren Fürstentums Windisch-Graetz erwarb die Familie 1804 im Allgäu die reichsständischen Herrschaften Siggen und Eglofs. Dieses Fürstentum wurde jedoch bereits 1806 gemäß der Rheinbundakte an das Königreich Württemberg mediatisiert.
Die Besitzungen in Böhmen und Slowenien gingen 1918 zum Teil und 1945 schließlich ganz verloren. Bedeutender Grundbesitz der vormals fürstlichen Familie liegt heute jedoch noch in Österreich, Italien, Deutschland und Ungarn. Mit dem österreichischen Adelsaufhebungsgesetz von 1919 verlor die Familie ihren Adelsstand und das Recht zur Führung ihrer ehemaligen Adelstitel.

## Geschichte

### Herkunft

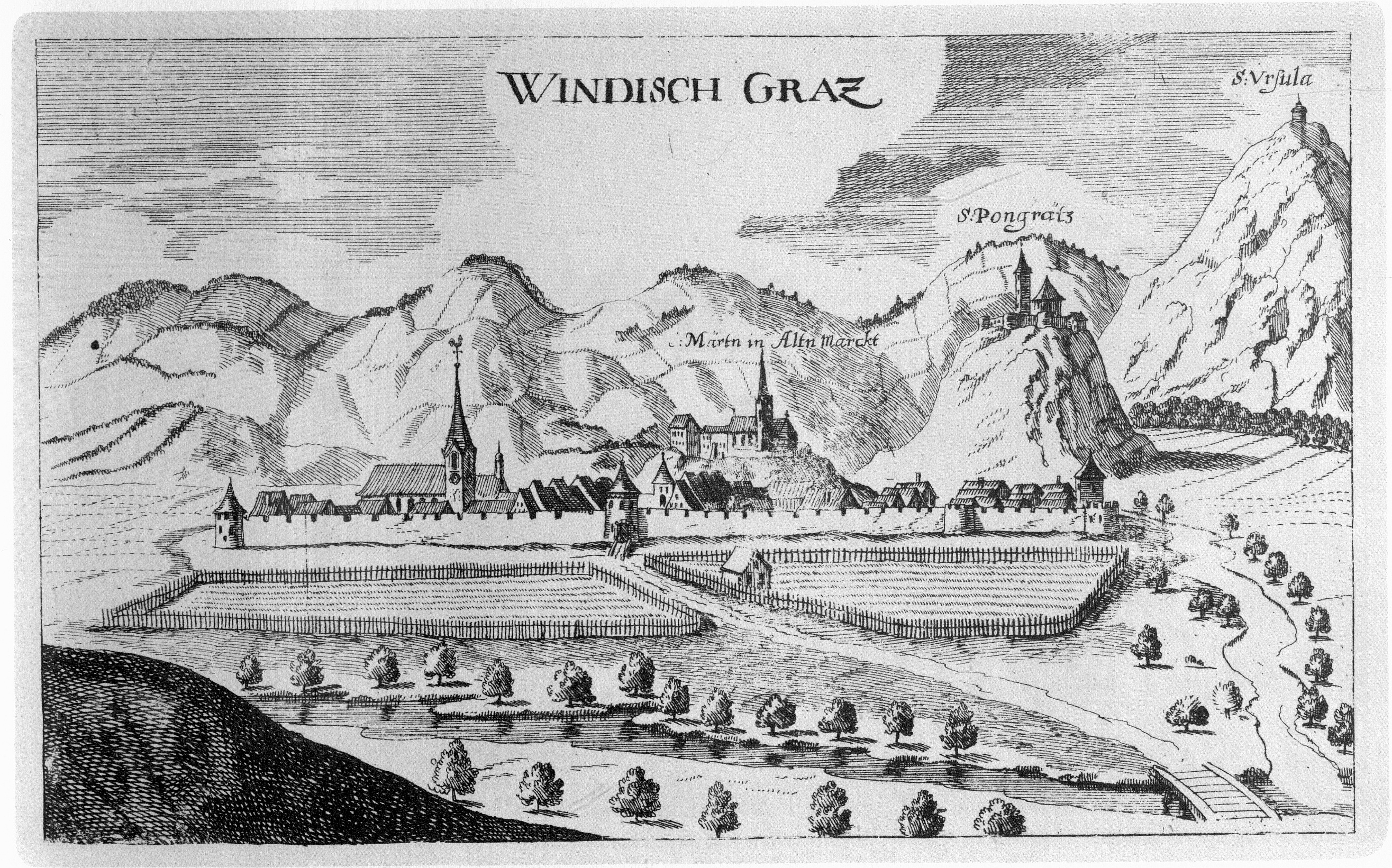
Windischgraz (um 1681)

Das Geschlecht ist vermutlich eines Stammes mit den von Diengen aus der bayerischen Grafschaft Wolfratshausen, die als Ministerialen der Grafen von Andechs auf deren steirischen Besitz Windischgraz kamen. Es erscheint dort erstmals urkundlich in den Jahren 1218 bis 1222 mit dem Ritter (miles) Wernhardus de Graeze. Die ununterbrochene Stammreihe des Geschlechts beginnt mit Conrad von Windischgracz, der ab 1299 urkundlich erscheint und vor dem 25. September 1339 verstarb. Conrad war 1323 Landesverweser der Steiermark.
Im Jahre 1251 fiel Windischgraz cum omnibus ministerialibus als Schenkung an das Patriarchat von Aquileja, dessen Ministerialität die Familie nun angehörte. Bereits 1270 nahm Ottokar II. Přemysl, Herzog der Steiermark, Windischgraz in Besitz. Die Herren von Windisch-Graetz waren seitdem Dienstmannen der Herzöge von Steiermark, ihr Sitz die Burg Rothenturm in Windischgraz. Als das Gebiet 1341 wieder an Aquileja kam, belehnte der Patriarch jedoch die Grafen von Pfannberg damit.
Von 1315 bis 1605 war Schloss Oberthal in der Steiermark im Besitz der Familie, bis 1569 auch die benachbarte Burg Unterthal, von 1468 bis 1630 Waldstein und von 1589 bis 1629 die Burg Rabenstein (Steiermark). Von 1619 bis 1821 besaßen die Windisch-Graetz auch das Schloss Seltenheim in Kärnten, das jedoch kaum genutzt wurde und allmählich verfiel. 1576 kaufte der Erbstallmeister der Steiermark, Pankraz von Windischgraetz, die Herrschaft Trautmannsdorf an der Leitha in Niederösterreich.

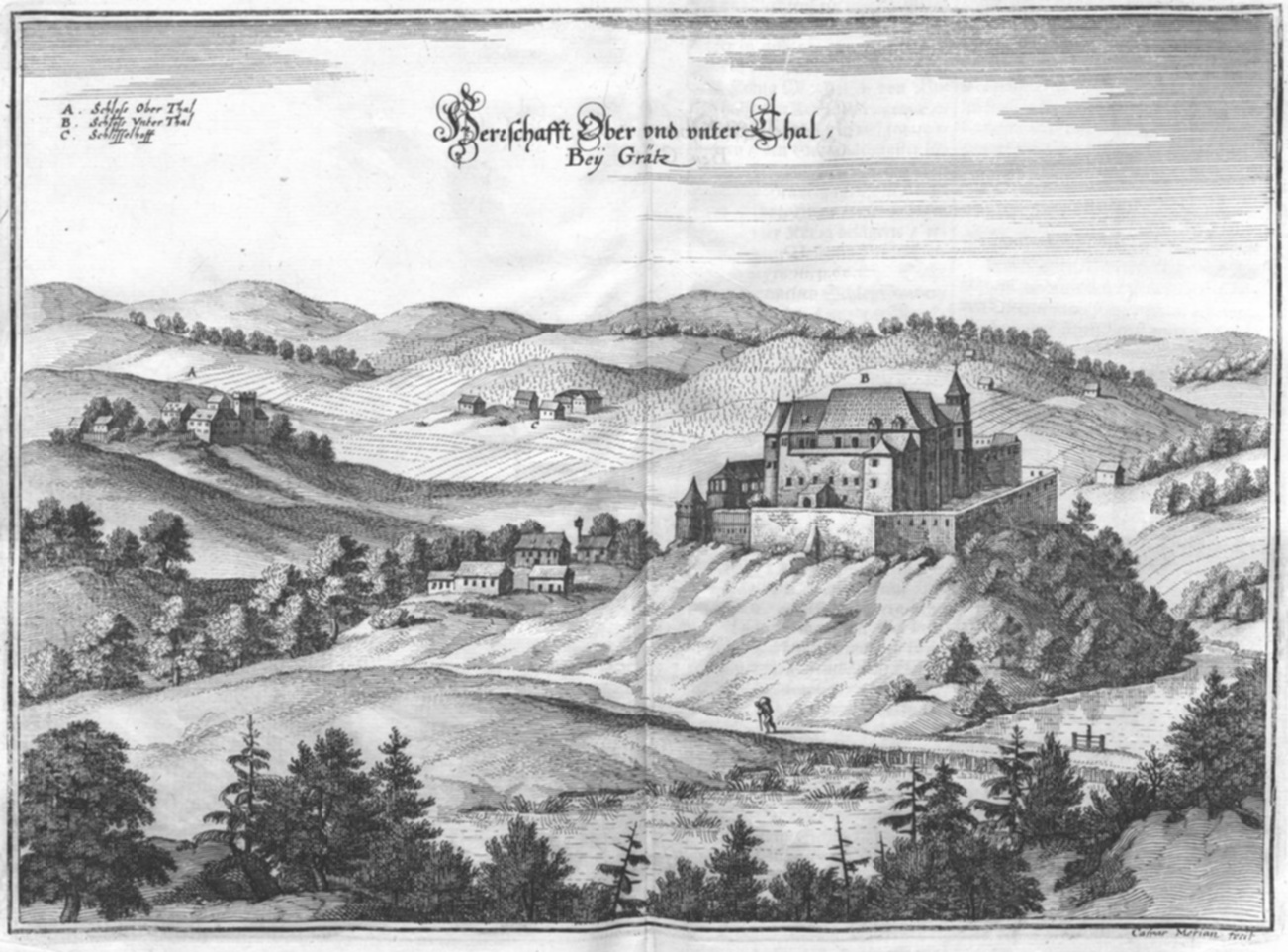
Schloss Oberthal, Steiermark (1679)
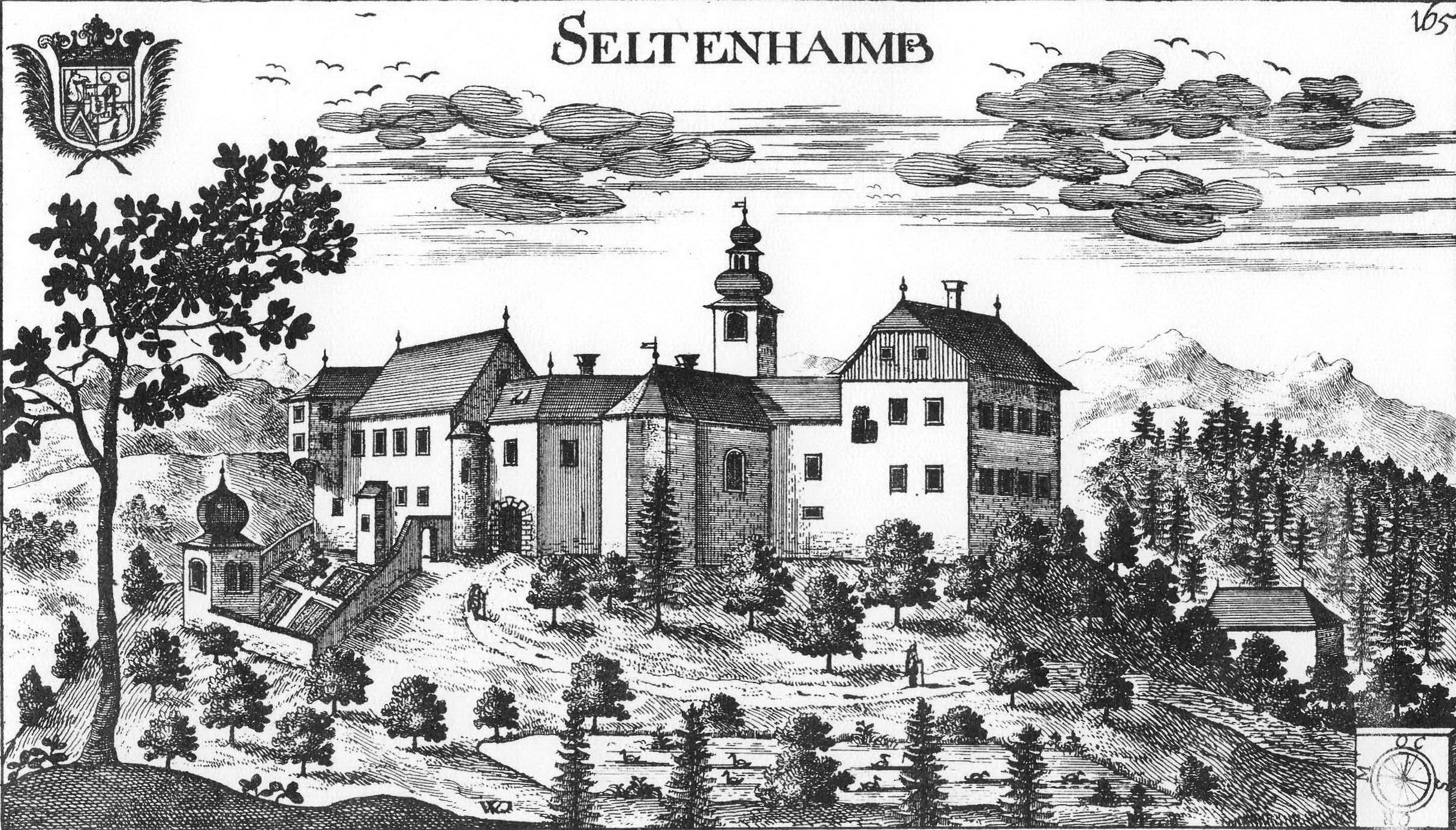
Schloss Seltenheim, Kärnten (1680)

### Die Windisch-Graetz in Böhmen
1574 erhielt die Familie das Inkolat in Böhmen. Damit verbunden war die Befähigung zum Erwerb landtäflicher Güter, das Recht zur Teilnahme an den Landtagen und zur Bewerbung um Ämter, die den Mitgliedern der Landstände vorbehalten waren. Wie die meisten führenden Geschlechter der österreichischen Erblande konvertierten die Herren von Windischgrätz im konfessionellen Zeitalter zum Protestantismus und gehörten somit der ständischen Opposition gegen die habsburgischen Landesfürsten an, weshalb etwa Friedrich Freiherr von Windisch-Graetz 1629 die Steiermark verlassen musste und das seit 1468 im Familienbesitz befindliche Schloss Waldstein, die Burg Rabenstein sowie das 1564 erbaute Grazer Palais verkaufte und nach Trautmannsdorf zog.
1693 erwarb die Familie in Südböhmen Schloss Rothlhotta, das sie bis 1755 hielt, und 1699 in Mähren Schloss Přerov (Prerau) mit Čekyně und Zábeštní Lhota.

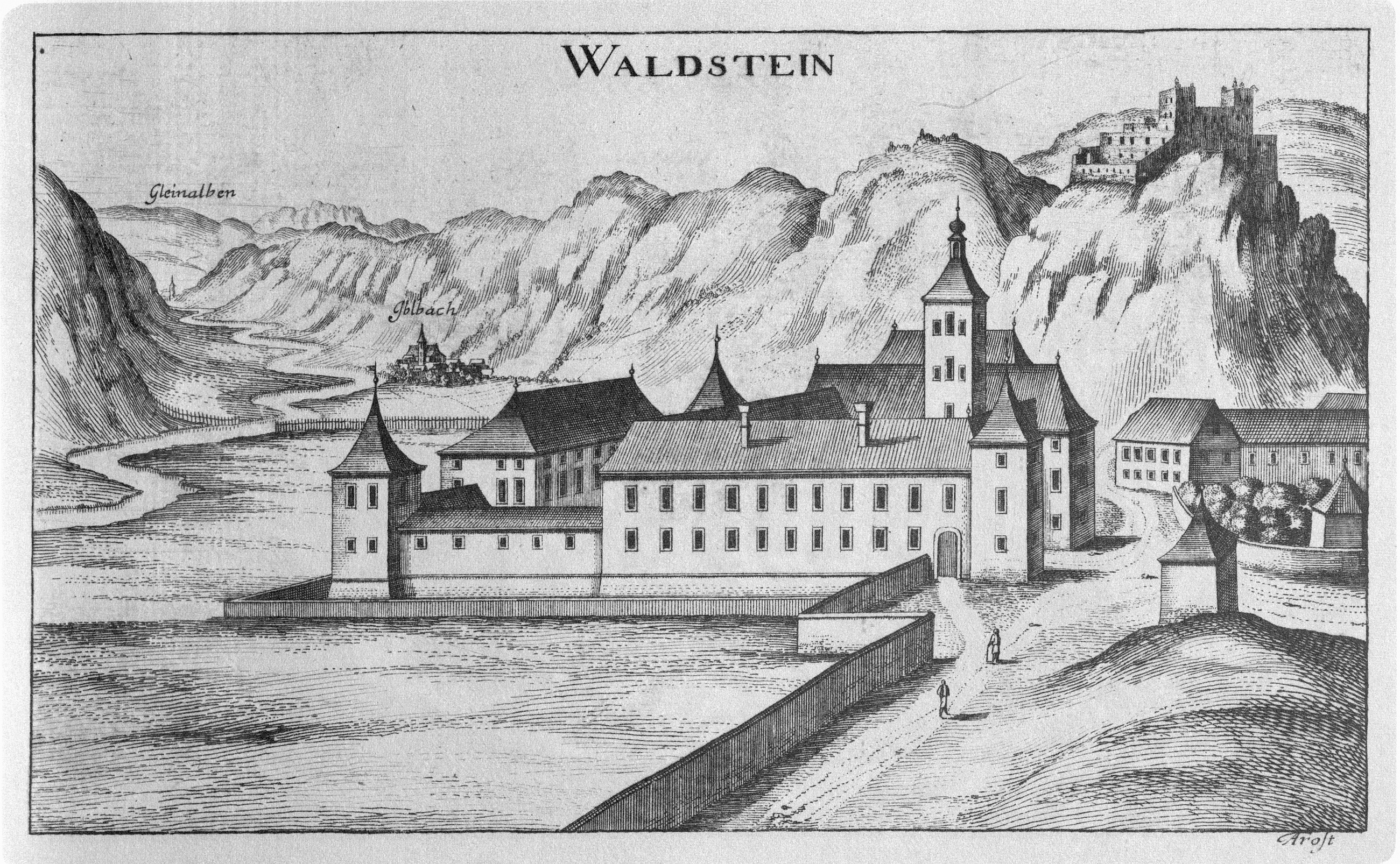
Burg und Schloss Waldstein (1681)
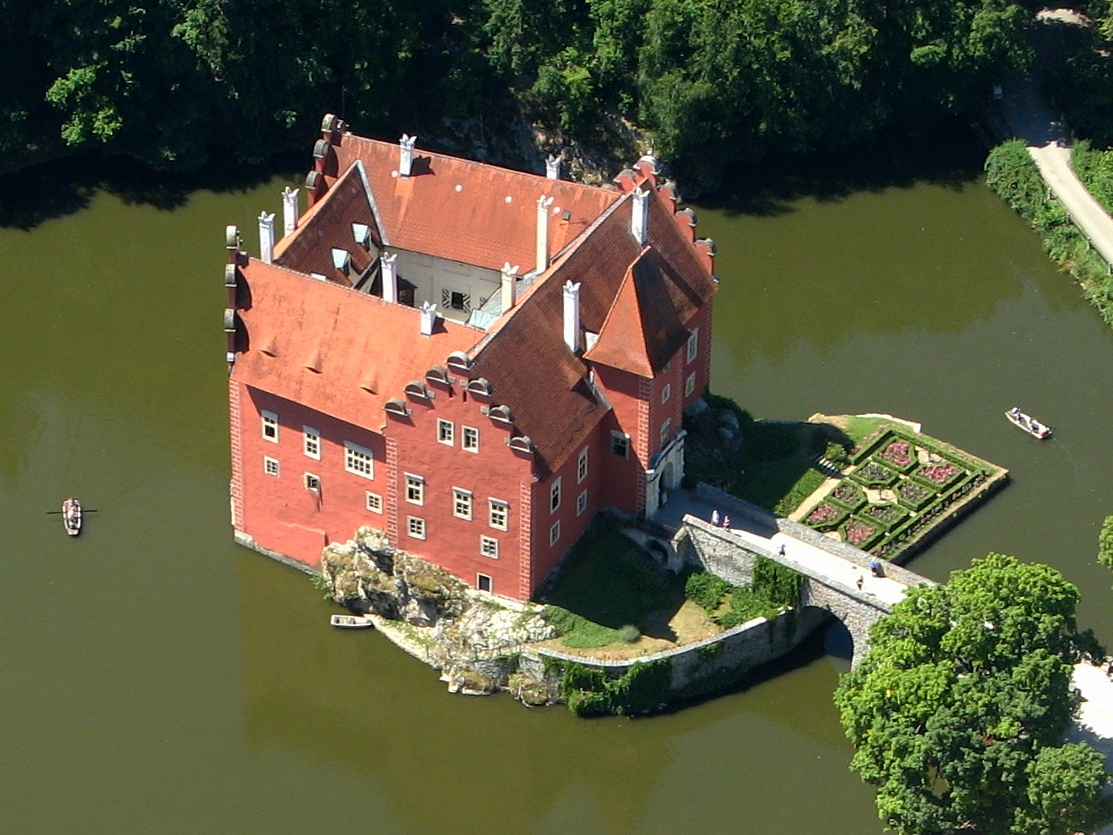
Schloss Roth-Lhotta
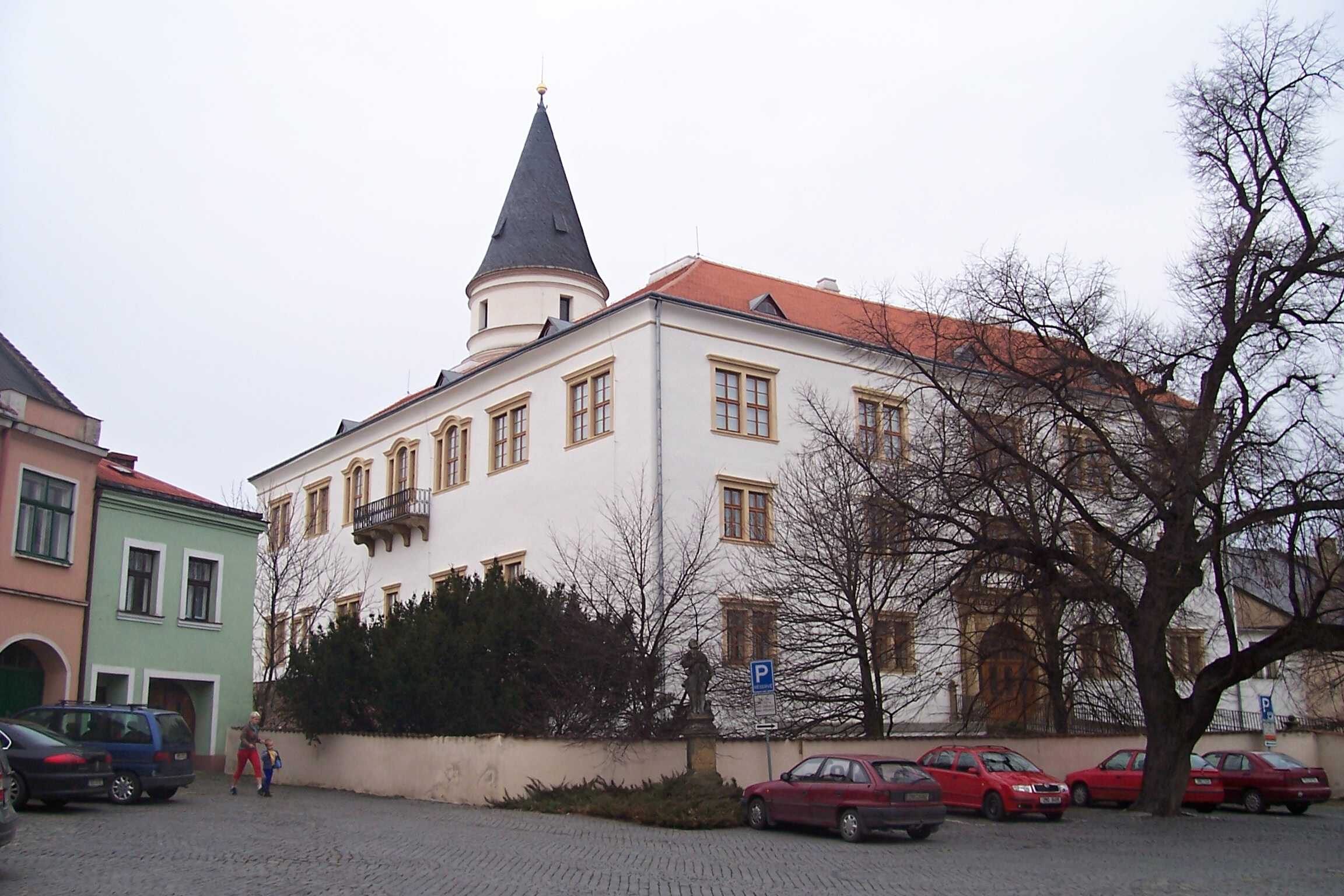
Schloss Přerov
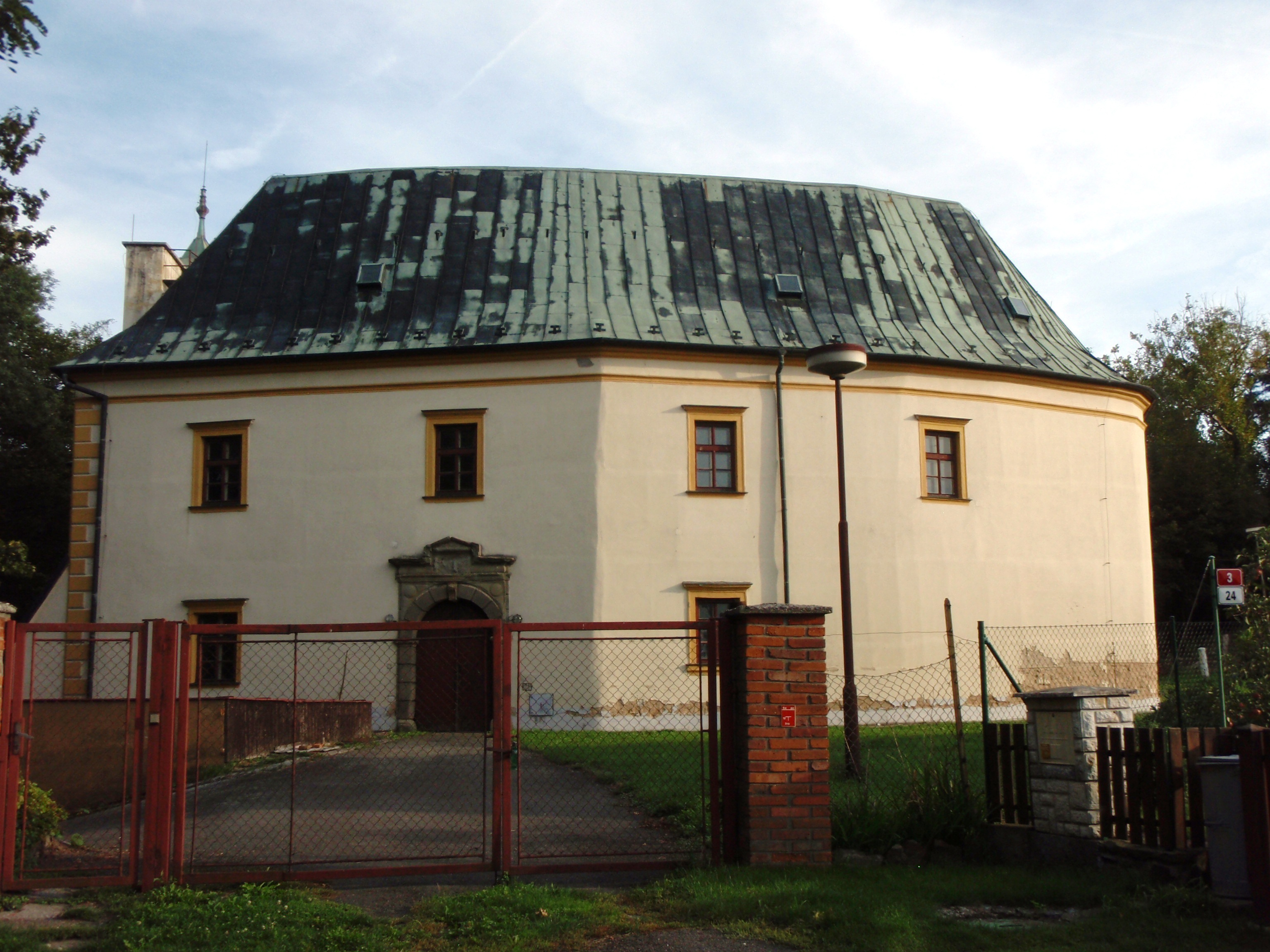
Schloss Čekyně

Der Diplomat Gottlieb Amadeus (1630–1695) rekonvertierte 1682 zum Katholizismus und wurde im selben Jahr in den Reichsgrafenstand erhoben. Von seinem Cousin Friedrich erbte er 1654 Trautmannsdorf, ferner erwarb er 1679 die Herrschaft Götzendorf und 1682 das Schloss St. Peter in der Au in Niederösterreich, 1695 sodann Prerau in Mähren. Allerdings gelang es ihm nicht, eine tatsächlich reichsunmittelbare Herrschaft zu erwerben, weshalb seine Reichsstandschaft bezweifelt wurde, obgleich er als Prinzipalkommissar am Reichstag in Regensburg amtierte; um 1693 wurde er Reichsvizekanzler. Sein Sohn Ernst Friedrich (1670–1727) wurde 1714 Präsident des Reichshofrates und ab 1724 Staats- und Konferenzminister. Durch Heiraten erwarb er die Herrschaften Roth-Lhotta in Südböhmen und Leopoldsdorf bei Wien (letzteres verkaufte er 1713). Sein Bruder, der Diplomat Leopold Johann Victorin (1686–1746), erbte Trautmannsdorf. Wohnsitz in der Reichshauptstadt Wien war seit 1755 das Palais Windisch-Graetz.

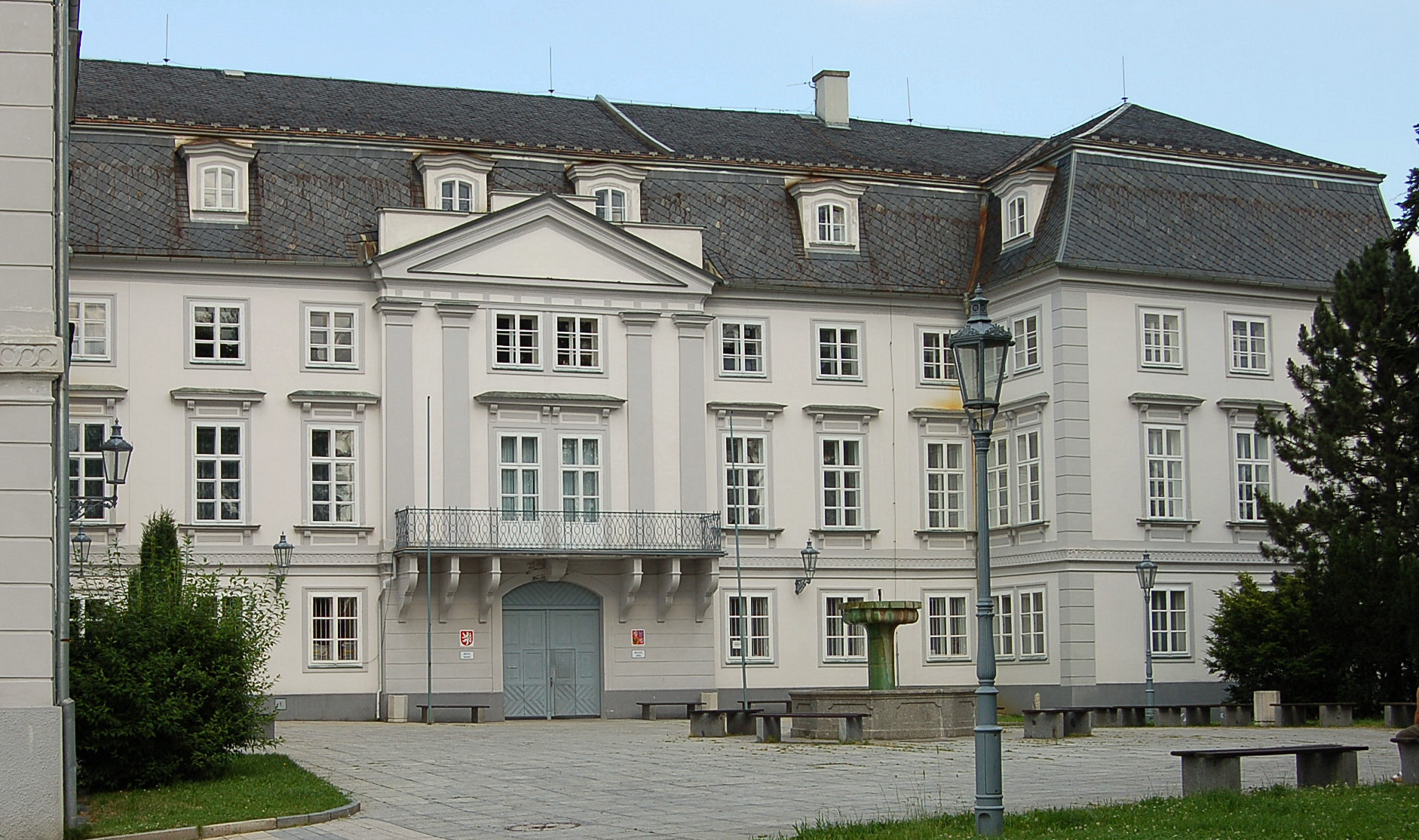
Schloss Tachau, Westböhmen

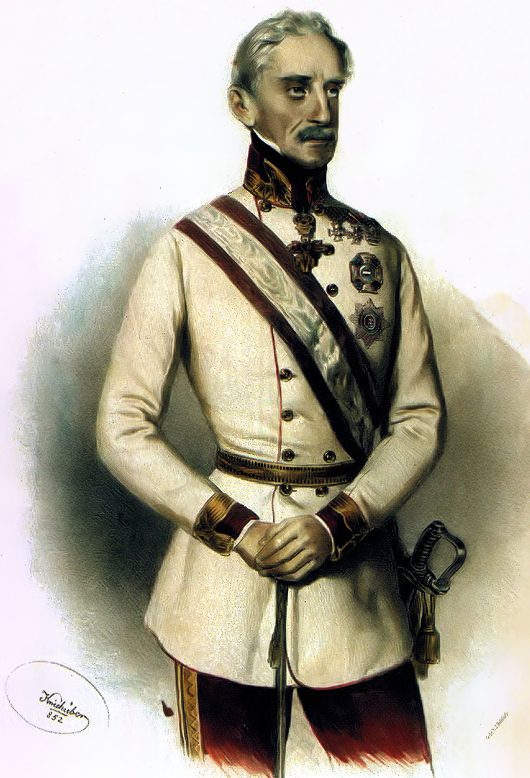
Fürst Alfred I. zu Windisch-Graetz (1787–1862), Feldmarschall

Leopold Johann Victorins Enkel, Reichsgraf Joseph-Niklas zu Windisch-Graetz (1744–1802), musste aufgrund der Nachlaßüberschuldung seines Großvaters 1755 Roth-Lhotta und 1756 Trautmannsdorf verkaufen. 1781 erwarb er aber – vermutlich aus der Mitgift seiner zweiten Frau, einer Prinzessin von Arenberg, die er im selben Jahr geheiratet hatte – die westböhmische Herrschaft Tachau mit zahlreichen Ortschaften, wo er die Eisenhütte Lučina und den Wildpark Obora gründete, Schloss Ctěnice bei Prag und im südlichen Böhmen Schloss und Herrschaft Steken samt dem Gut Mladiegowitz (Mladejovice). Ab 1787 wurde das Tachauer Schloss klassizistisch umgestaltet.

#### Ältere Linie
Joseph-Niklas' ältester Sohn Alfred I. zu Windisch-Graetz, Erbe von Tachau und Steken, wurde 1804 in den Reichsfürstenstand erhoben und nahm ab 1805 am Feldzug gegen Napoleon (Dritter, Fünfter und Sechster Koalitionskrieg) teil. 1804 erwarb er im Allgäu die reichsständischen Herrschaften Siggen und Eglofs, um als reichsunmittelbarer Fürst einen Sitz im Reichsfürstenrat einnehmen zu können, der sich jedoch bereits zwei Jahre später mit dem Ende des Alten Reichs auflöste. Bekannt wurde der österreichische Feldmarschall später für seine Rolle während der Niederschlagung der Revolution von 1848/49 im Kaisertum Österreich, die ihn bei Liberalen und Demokraten zu einer berüchtigten Figur machten. Als Stadtkommandant von Prag befehligte er 1848 die Niederschlagung des Pfingstaufstands in Prag, bei dem seine Frau getötet und sein Sohn Prinz Alfred verwundet wurde. Während des Wiener Oktoberaufstands wurde ihm vom österreichischen Kaiser das Oberkommando übertragen. Am 31. Oktober 1848 drang das Militär unter seiner Führung in Wien ein und verhalf der Gegenrevolution zum Sieg. Auch beim Versuch der Niederschlagung des ungarischen Unabhängigkeitsaufstands im März 1849 war er beteiligt.
Fürst Alfred I. plante im nahe bei Tachau gelegenen heutigen Stadtteil Světce (deutsch Heiligen) anstelle der dortigen Klosterkirche ein großes Schloss, dessen Fertigstellung jedoch – bis auf eine erhaltene Reithalle – nach seinem Tode aufgegeben wurde. Das Kloster Kladrau bei der Ortschaft Kladrau in Böhmen samt Grundbesitz hatte Fürst Alfred 1825 für 275.500 Goldstücke vom Religionsfonds gekauft, wobei ein Großteil des Kaufpreises wegen seiner Verdienste um die österreichische Monarchie nicht bezahlt werden musste. In der ehemaligen Klosteranlage wurde von den Windisch-Graetz eine Grablege eingerichtet, in die 1886 auch die Särge des Fürsten Alfred I. und seiner Gemahlin überführt wurden.

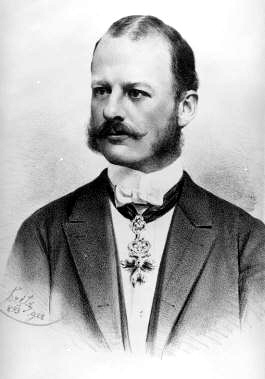
Fürst Alfred III. zu Windisch-Grätz (1851–1927), Ministerpräsident

Ihm folgte sein Sohn, Fürst Alfred II. zu Windisch-Grätz (1819–1876), der in Kladrau eine Brauerei einrichtete. Dessen Sohn, Fürst Alfred III. zu Windisch-Grätz (1851–1927) war ein den Habsburgern treu ergebener Politiker, Mitglied des Parlaments im Königreich Böhmen, der dafür aus fortschrittlichen böhmischen Kreisen Kritik erfuhr. Von 1893 bis 1895 war er Ministerpräsident Österreichs in einer Koalitionsregierung. 1897 wurde er zum Präsidenten des Herrenhauses gewählt und behielt diese Position bis zum Ende des Kaiserreichs 1918. Sein Sohn, Erbprinz Vincenz (1882–1913), kam auf tragische Weise in Rom ums Leben. Als Folge des Ersten Weltkriegs und der anschließenden Bodenreform in der ersten Tschechoslowakischen Republik verlor Fürst Alfred III. 1919 einen beträchtlichen Teil seines böhmischen und mährischen Grundbesitzes, nicht aber sein Schloss in Tachau. 1922 verkaufte er Schloss Štěkeň. Die Annahme der tschechoslowakischen Staatsbürgerschaft lehnte er ab und blieb somit Österreicher.
Nach dem Tod von Alfred III. 1927 in Tachau ging ein Großteil des verbliebenen Besitzes (16.504 ha in der Tschechoslowakei, 2.695 ha in Jugoslawien und 342 ha in Siggen und Eglofs, Allgäu) im Wege der männlichen Erbfolge an seinen Neffen Ludwig Aladar (1908–1990), den Enkel eines Bruders von Alfred II., dessen Familienzweig seit 1875 auf der Burg Rákóczi in Sárospatak, Ungarn, ansässig war, das restliche Vermögen wurde auf seine vier Töchter aufgeteilt. Da in Tachau noch die Witwe Alfreds III. lebte, zog Ludwig Aladar ins ehemalige Kloster Kladrau (Kladruby) und richtete hier eine umfangreiche Bibliothek sowie das Familienarchiv ein. Nach dem Tod der Fürstinwitwe 1933 verkauften deren Erben das bis dahin als Wohnsitz genutzte Wiener Palais. 1945 erfolgte dann die staatliche Beschlagnahme aller Güter, so in Tachau, Kladrau und im ungarischen Sárospatak. Ludwig Aladar verblieb lediglich der kleine Besitz im Allgäu; das dortige Schloss Siggen war schon 1830 eingestürzt, auf dem Burghügel wurde aber im 20. Jahrhundert ein Wohnhaus errichtet, das sich samt dem dortigen Grund- und Forstbesitz heute im Eigentum des derzeitigen Familienchefs, Ludwig Aladars Sohn Ludwig Anton Windisch-Graetz (* 1942) befindet.

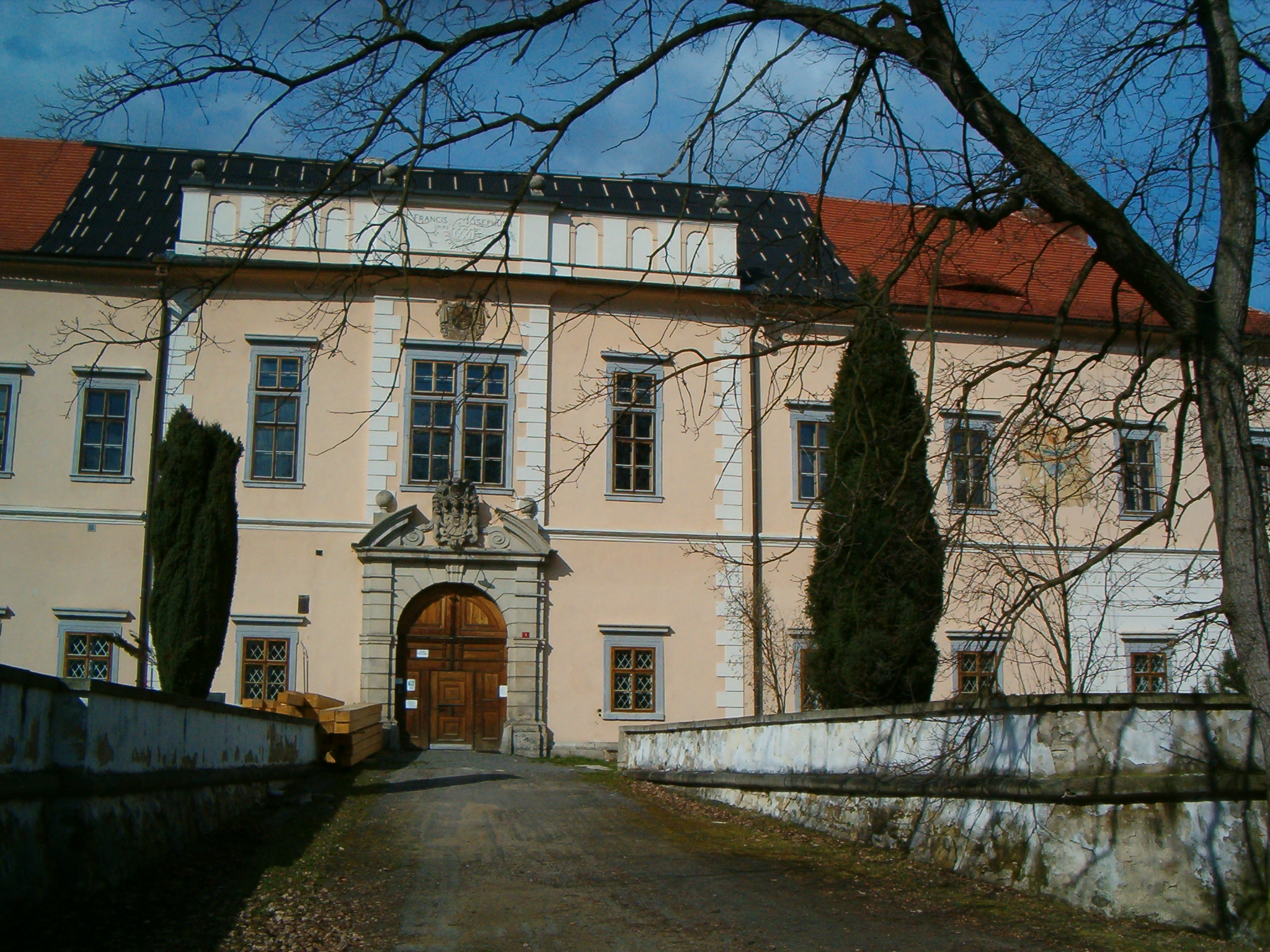
Schloss Steken
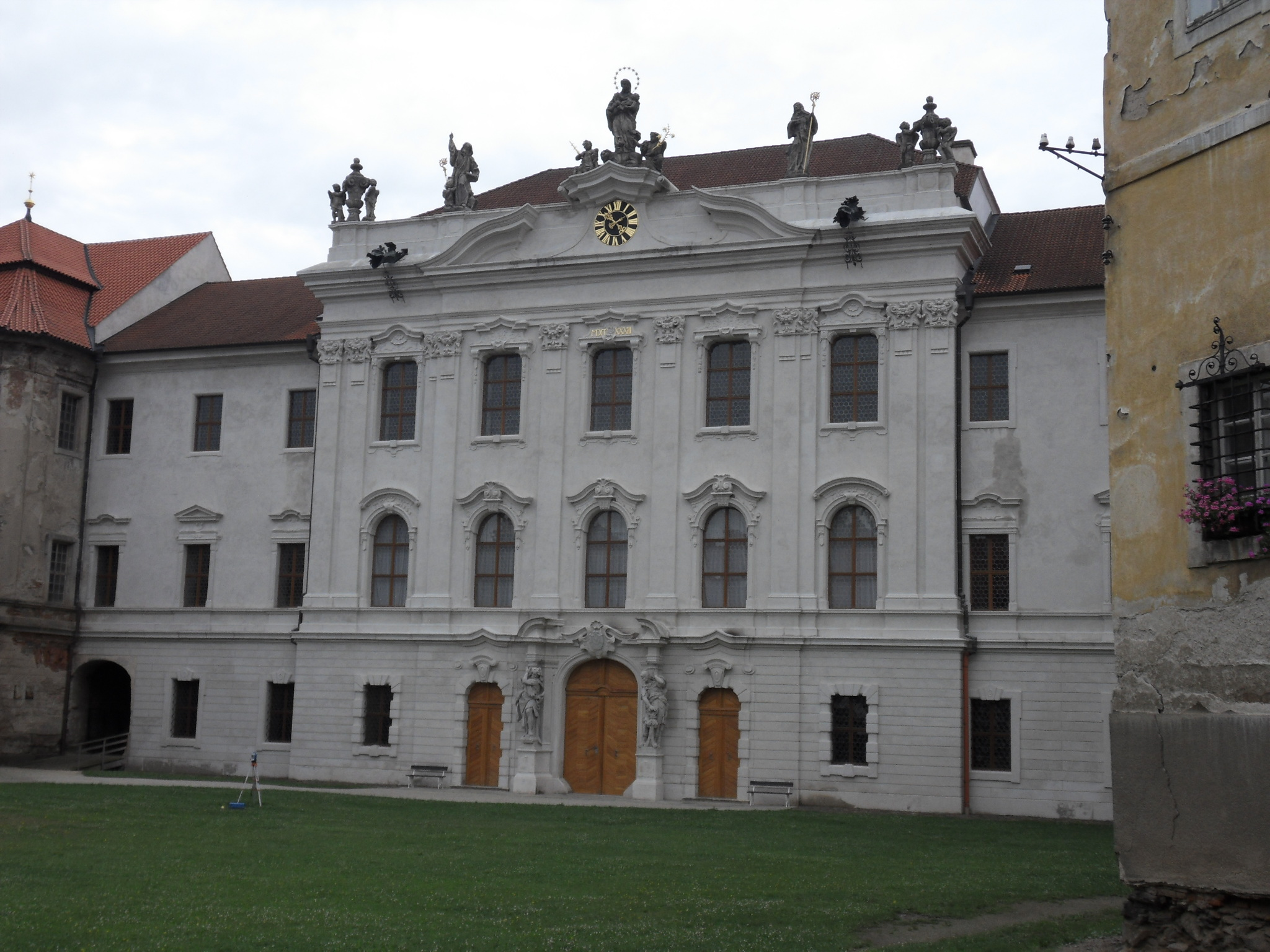
Kloster Kladrau
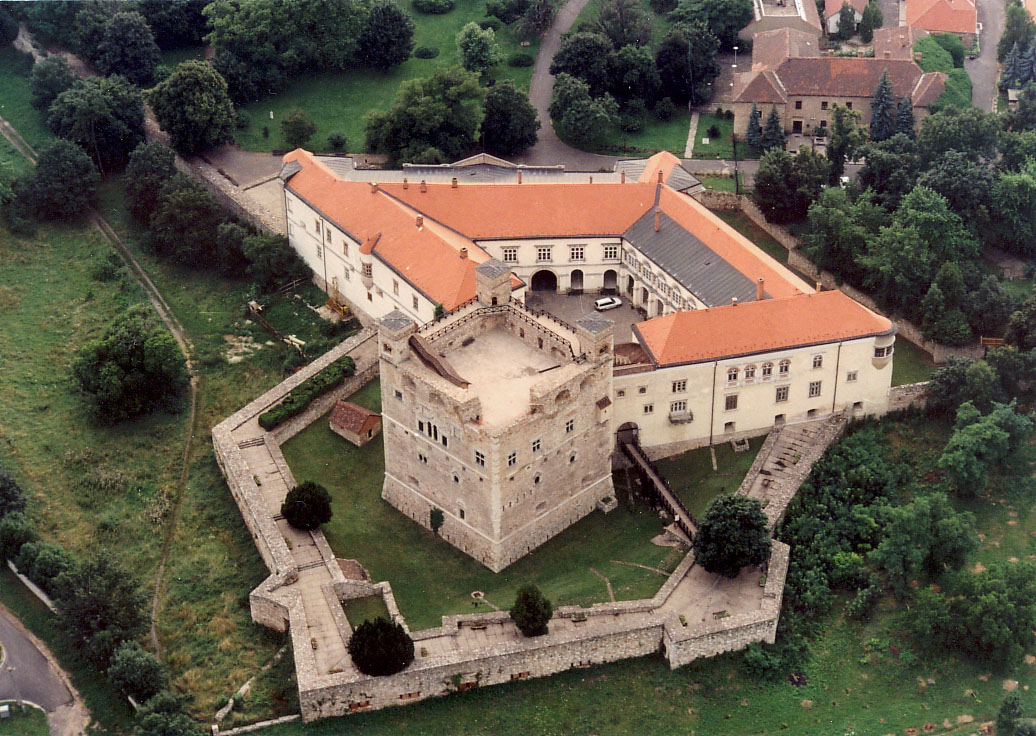
Burg Rákóczi in Sárospatak, Ungarn
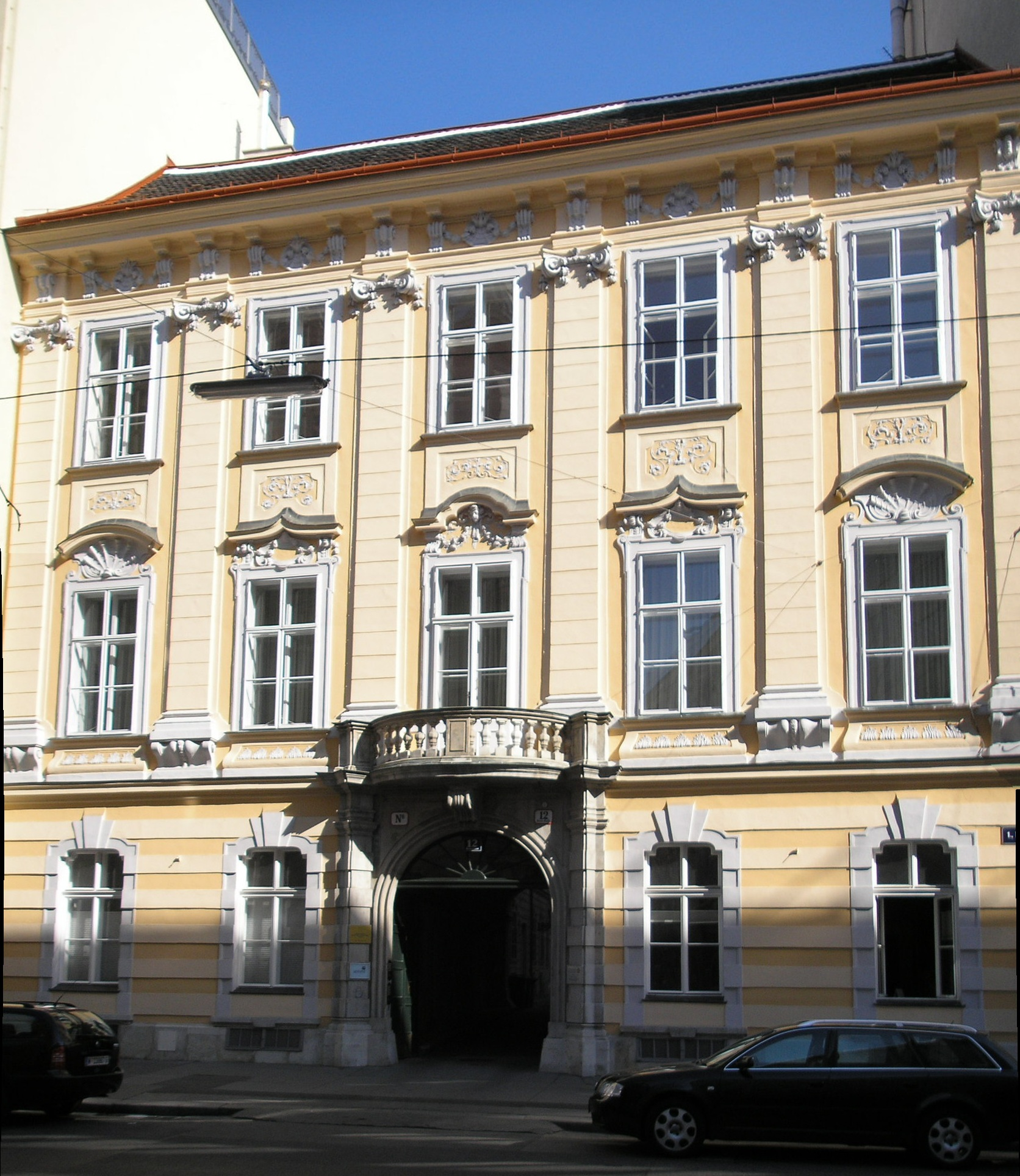
Palais Windisch-Graetz in Wien
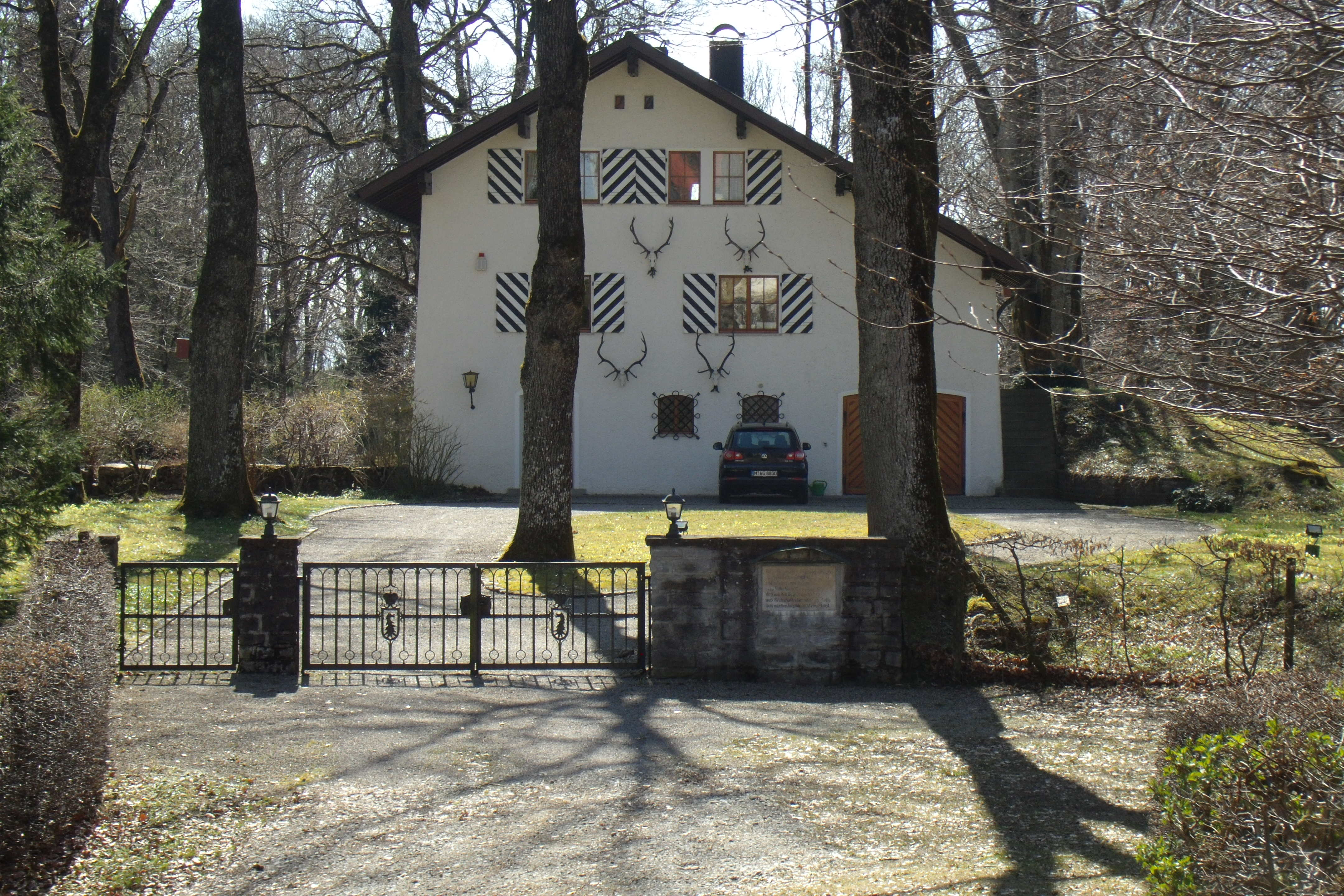
Forsthaus an der Stelle von Schloss Siggen im Allgäu

##### Fürsten
- Alfred I., (1787–1862), seit 1804 der 1. Fürst zu Windisch-Graetz (ältere Linie)
- Alfred II. (1819–1876), 2. Fürst zu Windisch-Graetz (ältere Linie)
- Alfred III. (1851–1927), bis 1919 3. Fürst zu Windisch-Graetz (ältere Linie)

#### Jüngere Linie
Der jüngere Bruder von Fürst Alfred I., Weriand (1790–1867), begründete die Jüngere Linie des Hauses, als deren Chef er seit 1822 ebenfalls den erblichen österreichischen Fürstentitel führte.
Die jüngere Linie zerteilt sich in zwei Äste:
Der österreichische Ast, der durch die Verwandtschaft in das österreichische Kaiserhaus seither der prominenteste Zweig der Familie Windisch-Graetz ist, und den italienischen Ast.
Die Nachkommen des Kaiserhauses, die den prominenten Ast der jüngeren Linie begründen, leben heute noch in ganz Österreich verteilt und gehören zu den wenigen ehemaligen Adelsfamilien, die bis heute Großgrundbesitz verwalten.
Aus den Mitteln des Nachlasses der Mutter von Fürst Weriand zu Windisch-Graetz (1790–1867), erwarb er zahlreiche Schlösser im heutigen Slowenien, die er teilweise bald wieder verkaufte. Hauptsitz waren Schloss Haasberg in Krain (heute Planina, Slowenien) und das 1826 erworbene Schloss Gonobitz (heute Slovenske Konjice, Slowenien), zu dem auch das Kartäuserkloster Seiz gehörte. Kurzzeitig besaß er Schloss Žamberk mit Helvíkovice, die Burg Podsreda (Drachenburg) in Kozje, 1846 erwarb er die Höhlenburg Predjama und 1853 gelangte auch Schloss Wagensberg (heute Bogenšperk in Litija, Slowenien) in den Besitz dieser Linie. Weriands Sohn, Fürst Hugo (1823–1904), heiratete 1849 die mecklenburgische Großherzogstochter Luise.

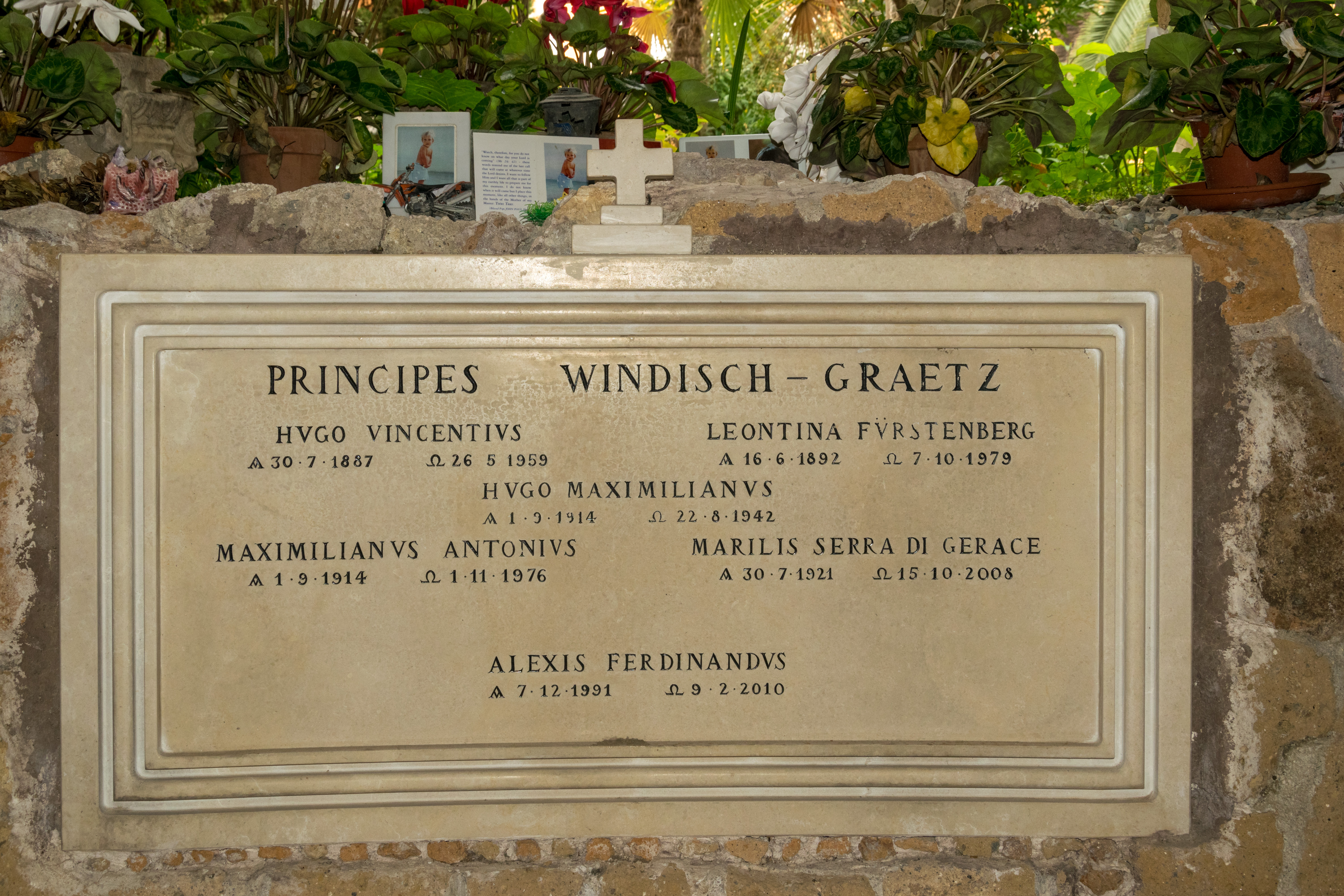
Grabtafel der Familie Windisch-Graetz auf dem Campo Santo Teutonico

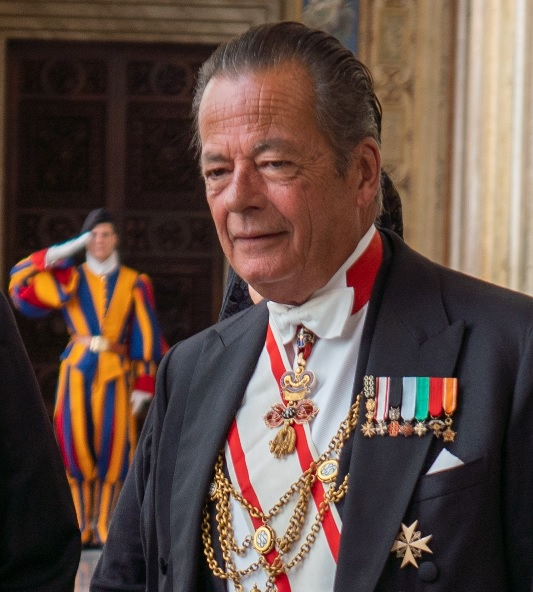
Mariano Hugo Windisch-Graetz, 2019

Deren Urenkel Maximilian (1914–1976) wurde 1945 aus Jugoslawien vertrieben und enteignet; er heiratete 1946 die Italienerin Maria Luisa Serre de Gerace und verpflanzte den Familienzweig nach Italien. Gegenwärtiger Linienchef ist der in Rom und seinem Palazzo in Sant’Angelo d’Alife lebende Mariano Hugo Windisch-Graetz (* 1955), verheiratet mit Sophie (* 1959), geborene Habsburg-Lothringen und Enkelin von Maximilian Eugen von Österreich. Marianos Schwester, Maximiliane (* 1952), war mit Heinrich Fürst zu Fürstenberg verheiratet.

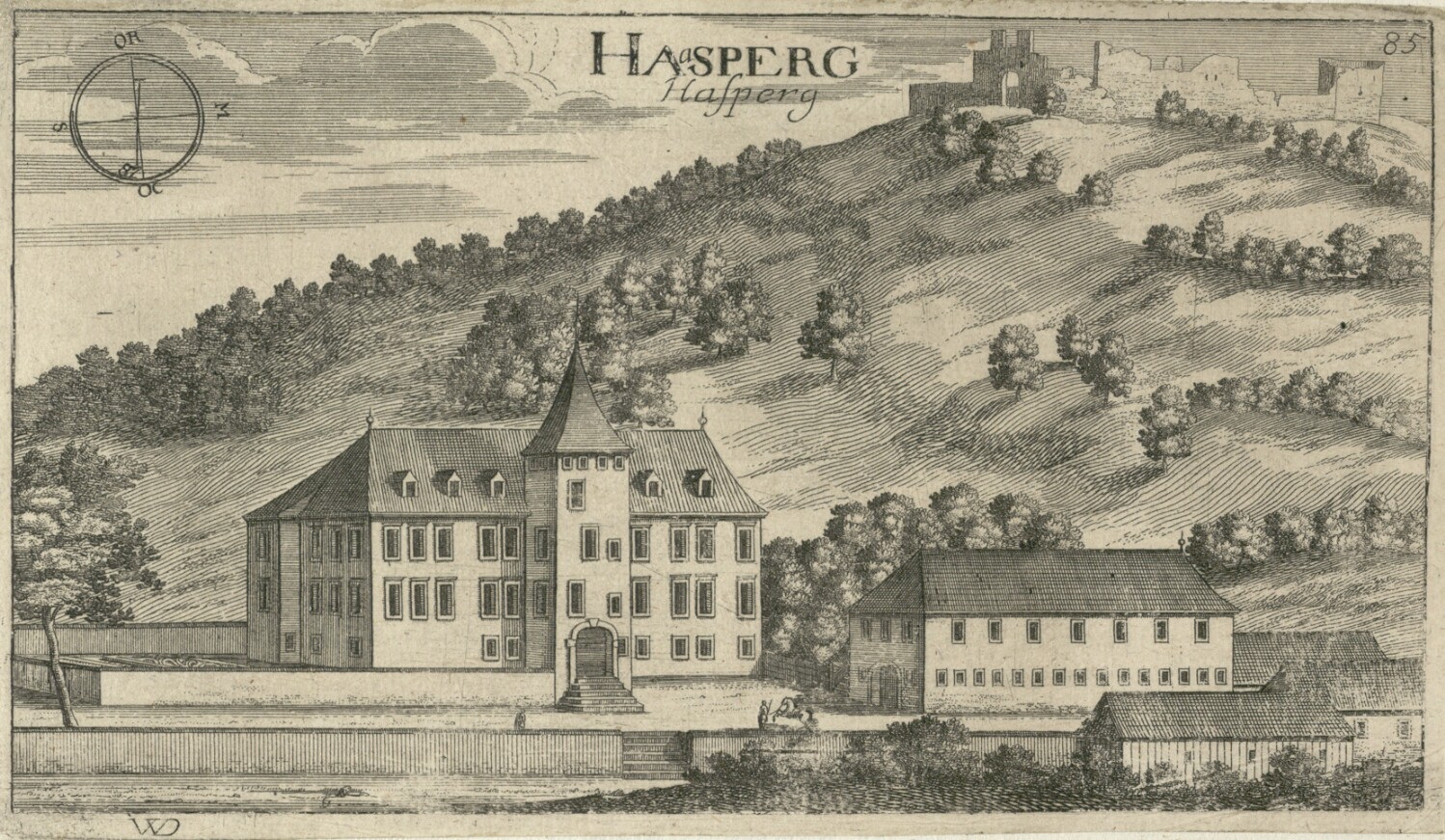
Schloss Haasberg
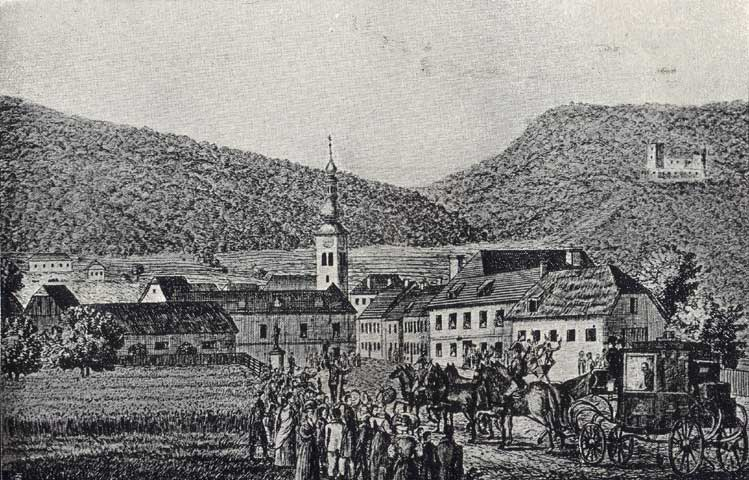
Schloss Gonobitz
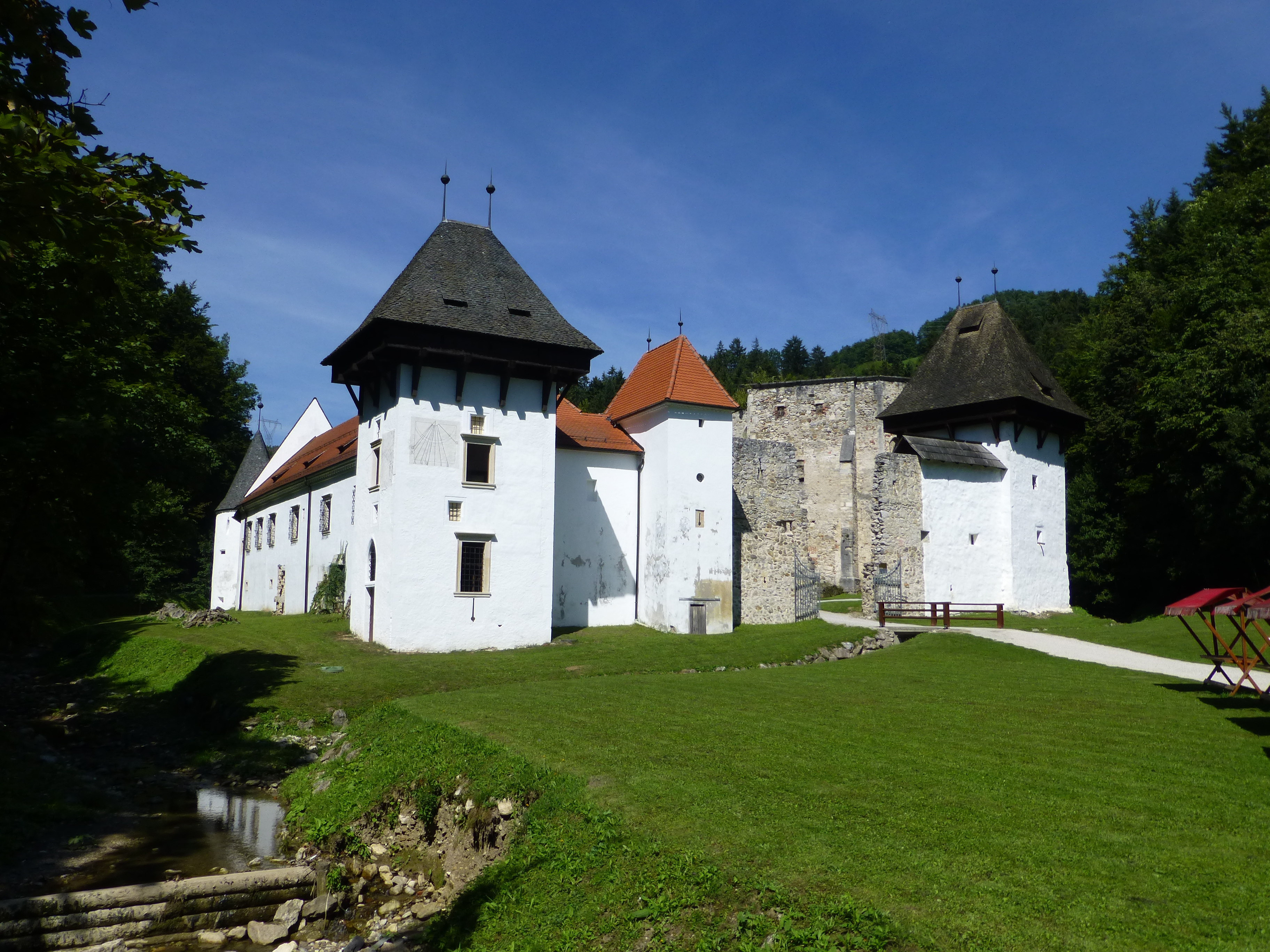
Kartause Seiz
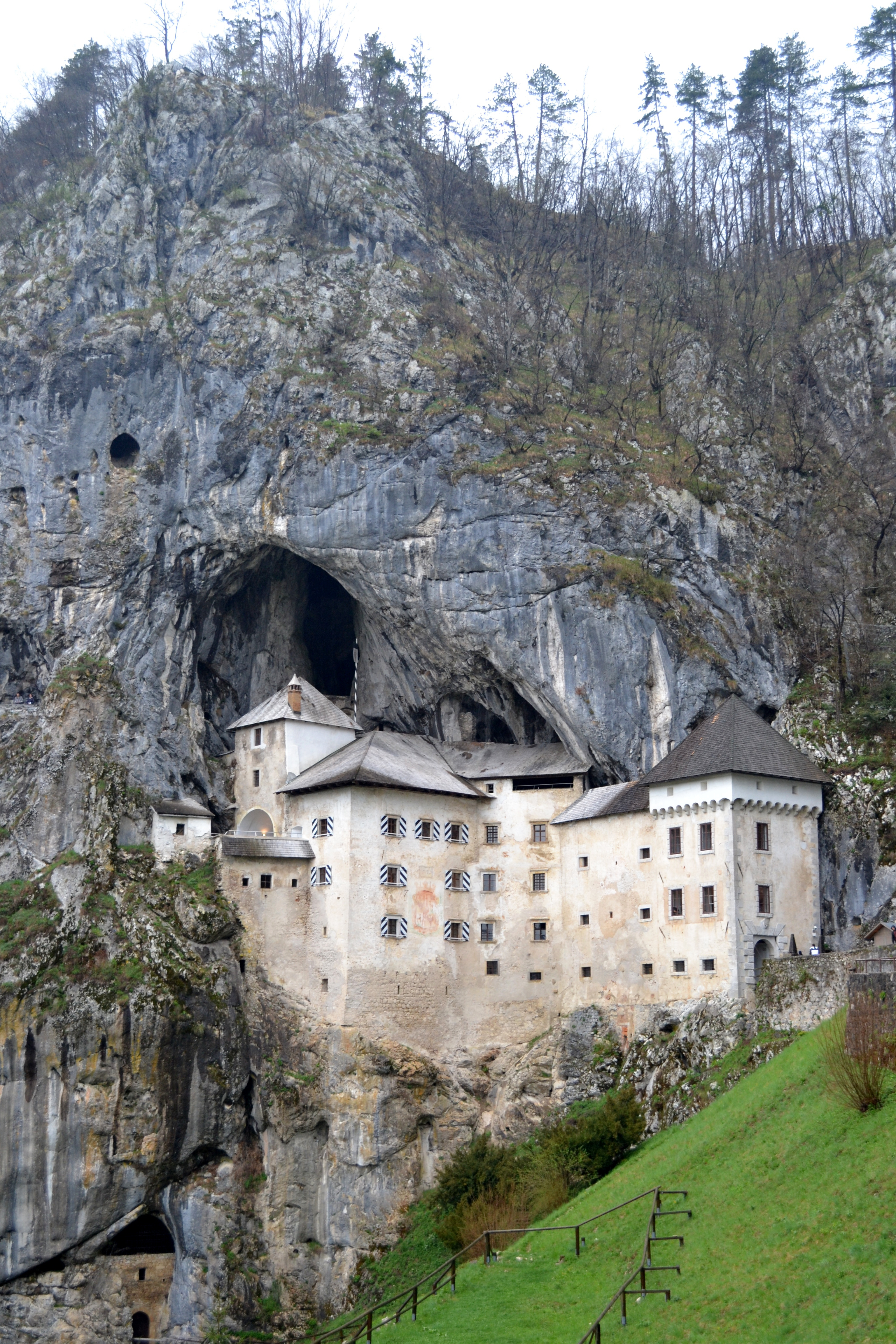
Höhlenburg Predjama
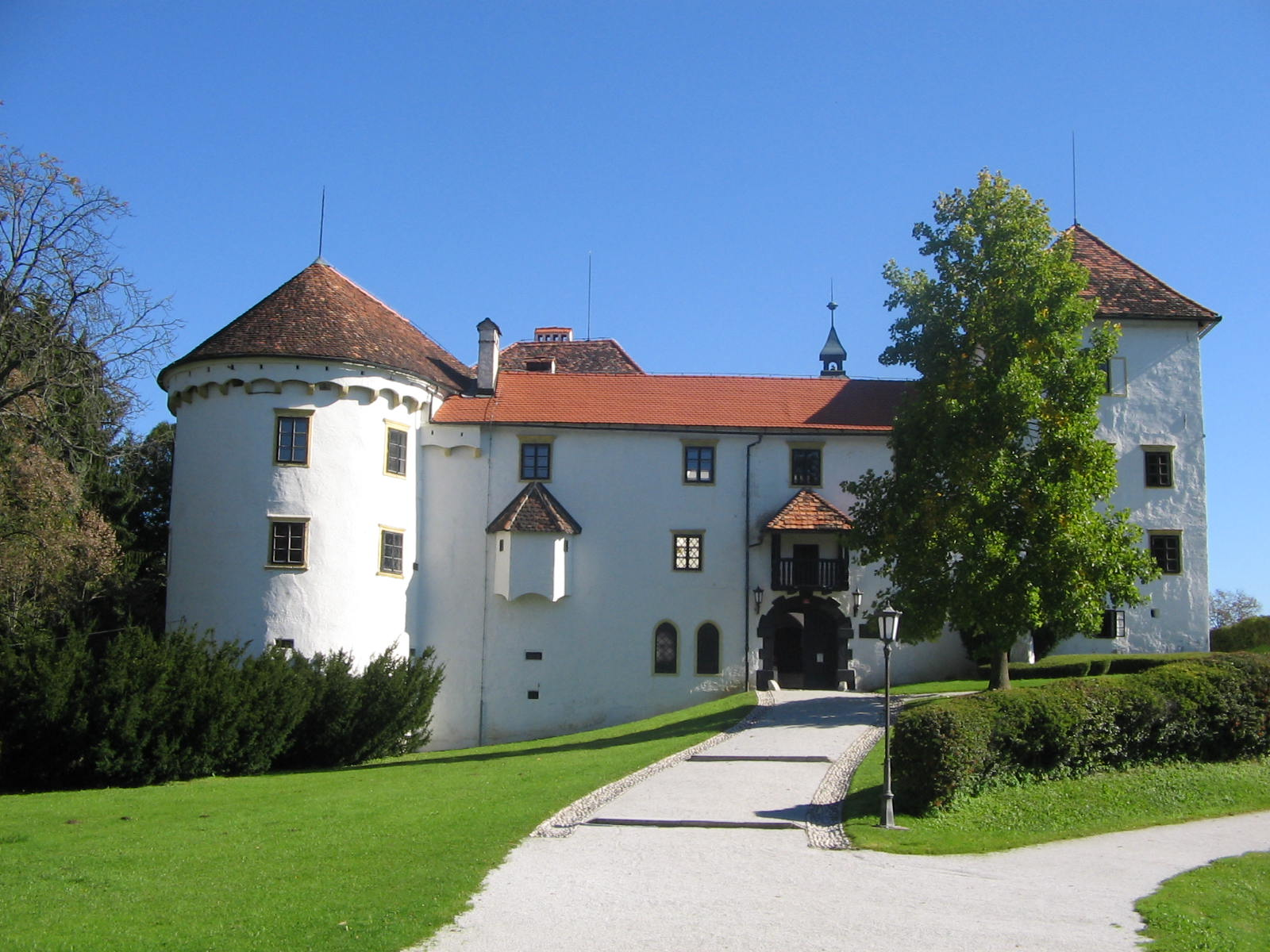
Schloss Wagensberg

##### Fürsten
- Weriand (1790–1867), seit 1822 der 1. Fürst zu Windisch-Graetz (jüngere Linie)
- Hugo Alfred (1823–1904), 2. Fürst zu Windisch-Graetz (jüngere Linie)
- Hugo Weriand (1854–1920), bis 1919 3. Fürst zu Windisch-Graetz (jüngere Linie)

## Wappen

### Stammwappen
Das Stammwappen zeigt in Rot Kopf und Hals eines gold-bezungten silbernen Wolfs. Auf dem Helm mit rot-silbernen Decken das Schildbild.

### Gräfliches Wappen
Das reichsgräfliche Wappen, verliehen 1557, ist geviert und belegt mit einem gevierten Mittelschild (Teil des Wappens der Familie Gradner) samt roten Herzschild, darin schrägrechts eine goldene Fischgräte (auch heute noch Wappen der Familie Gradner), a und d in Rot eine dreilatzige silberne Kirchenfahne mit drei silbernen Ringen (Pfannstetten), b und c in Silber ein schwarzer Schräglinksbalken (Schallegg). 1 und 4 das Stammwappen, 2 in Schwarz drei (2, 1) goldene Ringe (Waldstein), 3 unter silbernen Feldeshaupt in Schwarz ein silberner Sparren (Wolfsthal). Das Wappen hat drei Helme, rechts der Stammhelm, auf dem mittleren mit rot-silbernen Decken drei rote Straußenfedern, belegt mit der hier querliegenden Fischgräte (Helm der Gardner), auf dem linken mit schwarz-goldenen Decken ein rundes schwarzes Schirmbrett, kreisförmig belegt mit sechs (1, 2, 2, 1) goldenen Ringen (Waldstein).

### Fürstliche Wappen
Die fürstlichen Wappen von 1804 und 1822 zeigen das reichsgräfliche Wappen von 1557 mit Fürstenhut und Fürstenmantel. Als Schildhalter zwei widersehende silberne Wölfe.

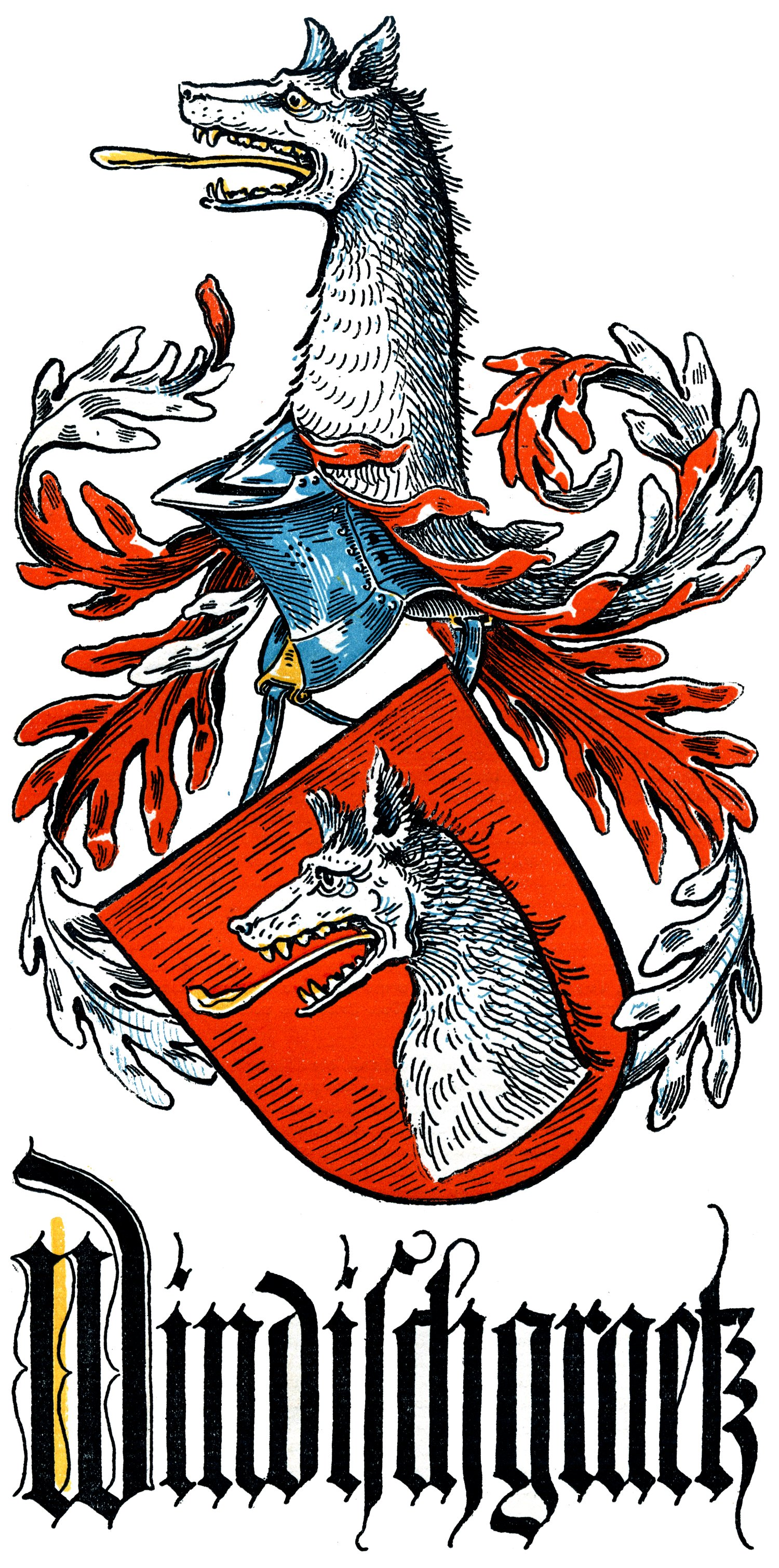
Stammwappen von Otto Hupp im Münchener Kalender von 1901
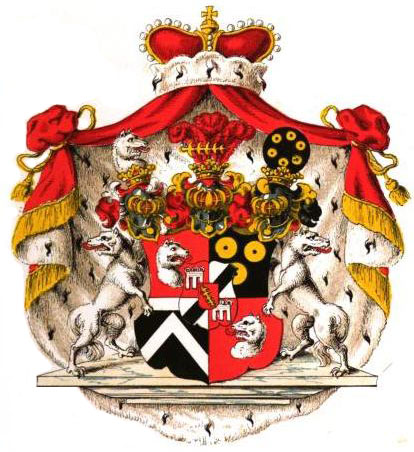
Wappen der Fürsten Windisch-Graetz von 1804

## Persönlichkeiten

Otto zu Windisch-Graetz und seine Gemahlin Erzherzogin Elisabeth Marie von Österreich

- Gottlieb von Windisch-Graetz (1630–1695), Politiker und Diplomat in kaiserlich-habsburger Diensten
- Ernst Friedrich von Windisch-Graetz (1670–1727); Politiker und Diplomat in kaiserlich-habsburgischen Diensten
- Graf Adam Ferdinand von Windisch-Graetz (1675–1730), k. k. Generalfeldmarschall
- Leopold Johann Victorin von Windisch-Graetz (1686–1746), kaiserlicher Gesandter in Haag, k.k. Kämmerer und Geheimrat
- Joseph-Niklas zu Windisch-Graetz (1744–1802), Dienstkämmerer von Marie Antoinette
- Alfred I. zu Windisch-Graetz (1787–1862), 1. Fürst (alte Linie), österreichischer Feldmarschall
- Alfred II. zu Windisch-Grätz (1819–1876), 2. Fürst (alte Linie), General in der österreichischen Armee
- Alfred III. zu Windisch-Grätz (1851–1927), 3. Fürst (alte Linie), österreichischer Politiker
- Marie, Prinzessin Windisch-Grätz (1856–1929), durch Heirat Herzogin zu Mecklenburg(-Schwerin), Archäologin
- Otto zu Windisch-Graetz (1873–1952), ein Cousin von Fürst Alfred III., heiratete 1902 Erzherzogin Elisabeth Marie von Österreich (1883–1963), Tochter von Kronprinz Rudolf, wurde in den persönlichen Fürstenstand erhoben
- Ludwig zu Windisch-Graetz (1882–1968), ungarischer Politiker und Minister
- Ernst Weriand Windisch-Graetz, Maler und Schriftsteller (1905–1952)
- Mariano Hugo Windisch-Graetz (* 1955), jüngere Linie, Botschafter des Malteserordens in der Slowakei und Slowenien
- Michaela Windisch-Graetz (* 1967), österreichische Hochschullehrerin und Rechtswissenschaftlerin